# Ерегли
Ерегли (тур. Ereğli) је град у Турској у вилајету Конија. Према процени из 2009. у граду је живело 91.780 становника.

## Становништво
Према процени, у граду је 2009. живело 91.780 становника.
| 1990.  | 2000.  |
| ------ | ------ |
| 74.283 | 82.633 |